# Maya and the Three
Maya and the Three (em espanhol: Maya y los tres, prt: Maya e os Três Guerreiros; bra: Maya e os 3 Guerreiros) é uma minissérie de televisão de streaming pertencente aos gêneros de fantasia, aventura e ação, animada por computador, criada por Jorge R. Gutiérrez e produzida pela Tangent Animation. A série de nove episódios estreou na Netflix em 22 de outubro de 2021. A série foi indicada a sete prêmios no Annie Awards de 2022, um dos prêmios mais importantes no âmbito de animações, saindo vencedora em dois: Melhor Animação de TV para crianças, além de Melhor Música na TV, pelo trabalho de Tim Davies e Gustavo Santaolalla.

## Enredo
Uma princesa com alma guerreira parte em uma missão para cumprir uma antiga profecia e salvar a humanidade da ira de deuses vingativos.

## Elenco
- Zoe Saldaña como Princesa Maya[7]
- Gabriel Iglesias como Picchu[7]
- Diego Luna como Zatz, o príncipe dos morcegos[7]
- Gael García Bernal como Lance, Dagger, and Shield, the Jaguar Brothers, Maya’s older triplet half-brothers[7]
- Rita Moreno como Ah Puch[7]
- Alfred Molina como Mictlantecuhtli[7]
- Allen Maldonado como Rico[7]
  - Andy Santana como Rico Jovem
- Stephanie Beatriz como Chimi[7]
- Kate del Castillo como Chalmecacihuilt[7]
- Danny Trejo como Cabrakan[7]
- Cheech Marin como Hura & Can[7]
- Rosie Perez como Cipactli[7]
- Queen Latifah como Gran Bruja, filha de Brujo[7]
- Wyclef Jean como Gran Brujo[7]
- Isabela Merced como the Widow Queen[7]
- Chelsea Rendon como Acat[7]
- Joaquín Cosío como Camazotz[7]
- Carlos Alazraqui como Chivo[7]
- Eric Bauza como Vucub[7]
- Grey Griffin como Xtabay[7]
- Alanna Ubach como Skull[8]
- Jorge R. Gutiérrez como Rei Teca, Pai de Maya[7]
- Sandra Equihua como Rainha Teca, Madrasta de maya[9]
- John DiMaggio como Bear Killah and Barbarian King
- Carolina Ravassa como Princesa Bárbara
- Dee Bradley Baker como Chiapa
- Hailey Hermida como Eagle

## Produção

### Desenvolvimento
Em novembro de 2018, foi relatado que a Netflix estava desenvolvendo uma minissérie animada para a televisão sobre um guerreiro mesoamericano. A série tem Jorge Gutiérrez como diretor, criador e produtor executivo, enquanto Tim Yoon é produtor, Silvia Olivas e Jeff Ranjo são co-produtores executivos. Gutiérrez, Olivas, Doug Langdale e Candie Kelty Langdale são escritores, e Ranjo é o chefe da história da série. A série foi descrita por Gutiérrez, em outubro de 2018, como equivalente a uma versão mexicana de O Senhor dos Anéis, "mas hilária".
Em 15 de setembro de 2021, Gutiérrez descreveu um clipe exclusivo da série, dizendo que a cena foi inspirada em Street Fighter 2, Crouching Tiger, Hidden Dragon, Kill Bill, Ninja Scroll e uma "luta de chola" que ele viu em Tijuana, México. Ele disse a Skwigly que a série é "profundamente inspirada na gloriosa arte mesoamericana" e nas exposições do Museu Nacional de Antropologia. Ele observou que a protagonista do show, Maya, é inspirada por sua mãe, esposa e irmã, e deu a entender que teria semelhanças com seus trabalhos anteriores, El Tigre e The Book of Life.
A série encerrou o Festival de Cinema de Guadalajara, no dia 9 de outubro de 2021, com a exibição de dois episódios do programa em um evento especial.
O Software de animação 3D utilizado no desenvolvimento da animação foi o Blender de código aberto.

## Episódios
| N.º | Título                                                                     | Dirigido por       | Escrito por                                        | Exibição original     |
| --- | -------------------------------------------------------------------------- | ------------------ | -------------------------------------------------- | --------------------- |
| 1 | "Chapter 1: Quinceañera" "Capítulo 1: A festa dos 15 anos" (BR)            | Jorge R. Gutiérrez | Jorge R. Gutiérrez                                 | 22 de outubro de 2021 |
| No dia da coroação de Maya, um convidado indesejado vindo do Submundo faz um anúcio surpreendente sobre a origem dela e lança um terrível ultimato.                        |                                                                            |                    |                                                    |                       |
| 2 | "Chapter 2: The Prophecy" "Capítulo 2: A Profecia" (BR)                    | Jorge R. Gutiérrez | Jorge R. Gutiérrez                                 | 22 de outubro de 2021 |
| Uma perda devastadora lança uma nova luz sobre uma antiga profecia, e Maya sai em busca de três guerreiros para ajudá-la a salvar o mundo.                                 |                                                                            |                    |                                                    |                       |
| 3 | "Chapter 3: The Rooster" "Capítulo 3: O Gato" (BR)                         | Jorge R. Gutiérrez | Silvia Cardenas Olivas, Jorge R. Gutiérrez         | 22 de outubro de 2021 |
| Na Ilha Luna, Maya procura o Galo Feiticeiro, mas acaba encontrando o simples Rico, que dizem ser "O Maior Feiticeiro Que Já Viveu".                                       |                                                                            |                    |                                                    |                       |
| 4 | "Chapter 4: The Skull" " A Caveira" (BR)                                   | Jorge R. Gutiérrez | Silvia Cardenas Olivas, Jorge R. Gutiérrez         | 22 de outubro de 2021 |
| Em busca da Grande Caveira Guerreira, do Reino da Selva, Maya e Rico encontram uma guerreira talentosa: a reclusa Chimi, conhecida pelo povo local como "Monstruo Blanco". |                                                                            |                    |                                                    |                       |
| 5 | "Chapter 5: The Puma" " Capítulo 5: O Puma" (BR)                           | Jorge R. Gutiérrez | Candie Langdale, Doug Langdale, Jorge R. Gutiérrez | 22 de outubro de 2021 |
| Um Bárbaro das Montanhas Douradas chamado Picchu se jjunta ao grupo de Maya como o terceiro guerreiro da profecia. Zatz confronta Maya e questiona suas reais motivações.  |                                                                            |                    |                                                    |                       |
| 6 | "Chapter 6: Maya and the Three" " Capítulo 6: Maya e os 3 guerreiros" (BR) | Jorge R. Gutiérrez | Candie Langdale, Doug Langdale, Jorge R. Gutiérrez | 22 de outubro de 2021 |
| O exército de Lorde Mictlan ataca Teca, mas Maya e os amigos revidam. Com a volta dos deuses, uma segunda batalha revela forças que eles não imaginavam.                   |                                                                            |                    |                                                    |                       |
| 7 | "Chapter 7: The Divine Gate" "Capítulo 7: O portal divino" (BR)            | Jorge R. Gutiérrez | Candie Langdale, Doug Langdale, Jorge R. Gutiérrez | 22 de outubro de 2021 |
| Ao enfrentarem Lorde Mictlan, Maya e os Três Guerreiros recebem uma ajuda inusitada. No final, um amigo nobre faz o sacrifício.                                            |                                                                            |                    |                                                    |                       |
| 8 | "Chapter 8: The Bat and the Owl" " Capítulo 8: o morcego e a coruja" (BR)  | Jorge R. Gutiérrez | Silvia Cardenas Olivas, Jorge R. Gutiérrez         | 22 de outubro de 2021 |
| Devastada depois de fugir do perigo, Maya envia os amigos aos reinos para avisar sobre a chegada de Lorde Mictlan. Lady Micte abre o coração.                              |                                                                            |                    |                                                    |                       |
| 9 | "Chapter 9: The Sun and the Moon" "Capítulo 9: O sol e a lua" (BR)         | Jorge R. Gutiérrez | Jorge R. Gutiérrez                                 | 22 de outubro de 2021 |
| Em Teca, começa a batalha final de Lorde Mictlan e seu exército contra Maya e seus aliados. Qual será o desfecho? Só pode ser épico!                                       |                                                                            |                    |                                                    |                       |

## Lançamento
A série foi lançada na Netflix em 22 de outubro de 2021. A Netflix a descreveu como um "evento animado contado em nove capítulos épicos".  Cada episódio da série limitada tem 30 minutos de duração, totalizando 4 horas e meia.

## Recepção
No Rotten Tomatoes, a série tem um índice de aprovação de 100% com base em 14 avaliações, com nota média de 8,60/10. O consenso crítico do site diz: "A alegre fantasia de Jorge R. Gutiérrez, Maya e os Três, se destaca graças a um elenco de vozes de grande sucesso e animação impressionante, oferecendo uma aventura que arrebatará adultos e crianças."

Lovia Gyarkye, escrevendo ao The Hollywood Reporter chamou cada cena de "festa para os olhos" (...) buscando respostas sobre seu passado e tentando salvar seu reino", concluindo que "cada episódio oferece oportunidades para aprofundar nossa compreensão deste mundo fantástico e saborear a profundidade visual da série absolutamente impressionante e habilmente construída de Gutiérrez." Cristina Escobar, do Remezcla, descreveu o programa como "decididamente mexicano", observou que a série é "uma criação de mexicanos/mexicanos-americanos" e apontou maneiras pelas quais a série "honra a cultura mexicana", especialmente em ideias sobre morte, imagens intensas, amarrar o amor ao sacrifício, a língua e exaltar os indígenas.

## Ligações Externas
- Maya and the Three na Netflix
- Maya and the Three. no IMDb.